# Етріт Беріша
Етріт Беріша (алб. Etrit Berisha, нар. 10 березня 1989, Приштина) — албанський футболіст, воротар шведського «Геккена» і національної збірної Албанії.

## Клубна кар'єра
Народився 10 березня 1989 року в місті Приштина. Вихованець юнацької команди місцевого клубу «2 Корріку».
2008 року перебрався до Швеції, де продовжив займатися футболом в академії «Кальмара». У тому ж році почав включатися до заявки головної команди клубу, проте дебютував у її складі лише в сезоні 2010 року. Вже з наступного сезону став основним голкіпером шведської команди.
У версені 2013 року перейшов до італійського «Лаціо», де став дублером досвідченого Федеріко Маркетті. Наприкінці того ж року основний воротар «біло-блакитних» травмувався і Беріша отримав шанс поборотися за його місце в основному складі. Албанець цим шансом сповна скористався, продемонструвавши впевнену гру, яка дозволила йому певний час залишатися основним голкіпером команди навіть після відновлення Маркетті. З початку сезону 2014/15 новий головний тренер «Лаціо» Стефано Піолі повернув до стартового складу Маркетті, використовуючи Берішу здебльшого в іграх Кубка Італії.
Влітку 2016 року Беріша, бажаючи мати гарантоване місце основного воротаря, погодився перейти на умовах річної оренди з правом подальшого викупу до іншого італійського клубу, «Аталанти». За рік, 21 червня 2017 року, «Аталанта» скористалася цим правом і уклала з голкіпером повноцінний контракт, сплативши за його трансфер, як вважається, 5 мільйонів євро.
По ходу сезону 2018/19 програв конкуренцію за місце основного воротаря П'єрлуїджі Голліні і влітку 2019 року на умовах оренди з обов'язковим викупом перейшов до складу клубу СПАЛ. У сезоні 2019/20 був основним голкіпером команди, проте не зумів допомогти їй зберегти місце у Серії A, тож наступний сезон проводив вже у другому італійському дивізіоні.
У липні 2021 року повернувся до вищого дивізіону італійського футболу, уклавши трирічний контракт з «Торіно». У цій команді мав статус резервного голкіпера.
У серпній 2023 року перебрався до своєї п'ятої італійської команди, якою став «Емполі».
Не зважаючи на те, що Беріша не грав майже рік, в квітні 2025 року він приєднався до шведського клубу «Геккен», уклавши контракт до кінця сезону.

## Виступи за збірну
За походженням — косовський албанець. 2012 року отримав запрошення грати за національну збірну Албанії і 27 травня того ж року дебютував у її складі товариським матчем проти збірної Ірану. Наразі провів у формі головної команди країни 57 матчів, пропустивши 54 голи.
Був учасником історичного першого великого міжнародного турніру для збірної Албанії — фінальної частини чемпіонату Європи 2016 року, де албанці не змогли подолати груповий етап, а сам Беріша захищав їх ворота в усіх трьох матчах.
| Дата       | Місто                | Господарі          | Результат | Гості              | Турнір                               | Голи | Примітки |
| ---------- | -------------------- | ------------------ | --------- | ------------------ | ------------------------------------ | ---- | -------- |
| 27-5-2012  | Стамбул              | Албанія            | 1 – 0     | Іран               | товариський матч                     | -    |          |
| 15-8-2012  | Тирана               | Албанія            | 0 – 0     | Молдова            | товариський матч                     | -    | 46'      |
| 16-10-2012 | Тирана               | Албанія            | 1 – 0     | Словенія           | Відбір до ЧС 2014                    | -    |          |
| 14-11-2012 | Женева               | Албанія            | 0 – 0     | Камерун            | товариський матч                     | -    |          |
| 6-2-2013   | Тирана               | Албанія            | 1 – 2     | Грузія             | товариський матч                     | -1   | 46'      |
| 22-3-2013  | Осло                 | Норвегія           | 0 – 1     | Албанія            | Відбір до ЧС 2014                    | -    |          |
| 26-3-2013  | Тирана               | Албанія            | 4 – 1     | Литва              | товариський матч                     | -    | 23'      |
| 7-6-2013   | Тирана               | Албанія            | 1 – 1     | Норвегія           | Відбір до ЧС 2014                    | -1   |          |
| 14-8-2013  | Тирана               | Албанія            | 2 – 0     | Вірменія           | товариський матч                     | -    |          |
| 6-9-2013   | Любляна              | Словенія           | 1 – 0     | Албанія            | Відбір до ЧС 2014                    | -1   |          |
| 10-9-2013  | Рейк'явік            | Ісландія           | 2 – 1     | Албанія            | Відбір до ЧС 2014                    | -2   |          |
| 11-10-2013 | Тирана               | Албанія            | 1 – 2     | Швейцарія          | Відбір до ЧС 2014                    | -2   |          |
| 15-10-2013 | Строволос            | Кіпр               | 0 – 0     | Албанія            | Відбір до ЧС 2014                    | -    |          |
| 15-11-2013 | Анталья              | Білорусь           | 0 – 0     | Албанія            | товариський матч                     | -    | 60'      |
| 5-3-2014   | Дуррес               | Албанія            | 2 – 0     | Мальта             | товариський матч                     | -    | 85'      |
| 31-5-2014  | Івердон-де-Бен       | Албанія            | 0 – 1     | Румунія            | товариський матч                     | -1   |          |
| 4-6-2014   | Будапешт             | Угорщина           | 1 – 0     | Албанія            | товариський матч                     | -1   |          |
| 8-6-2014   | Серравалле           | Сан-Марино         | 0 – 3     | Албанія            | товариський матч                     | -    | 46'      |
| 7-9-2014   | Авейру               | Португалія         | 0 – 1     | Албанія            | Відбір до ЧЄ 2016                    | -    | 70'      |
| 11-10-2014 | Ельбасан             | Албанія            | 1 – 1     | Данія              | Відбір до ЧЄ 2016                    | -1   |          |
| 14-10-2014 | Белград              | Сербія             | 0 – 3     | Албанія            | Відбір до ЧЄ 2016                    | -    |          |
| 14-11-2014 | Ренн                 | Франція            | 1 – 1     | Албанія            | товариський матч                     | -1   |          |
| 18-11-2014 | Генуя                | Італія             | 1 – 0     | Албанія            | товариський матч                     | -1   |          |
| 29-3-2015  | Ельбасан             | Албанія            | 2 – 1     | Вірменія           | Відбір до ЧЄ 2016                    | -1   |          |
| 13-6-2015  | Ельбасан             | Албанія            | 1 – 0     | Франція            | товариський матч                     | -    |          |
| 04-09-2015 | Копенгаген           | Данія              | 0 – 0     | Албанія            | Відбір до ЧЄ 2016                    | -    |          |
| 7-9-2015   | Ельбасан             | Албанія            | 0 – 1     | Португалія         | Відбір до ЧЄ 2016                    | -1   |          |
| 8-10-2015  | Ельбасан             | Албанія            | 0 – 2     | Сербія             | Відбір до ЧЄ 2016                    | -2   |          |
| 11-10-2015 | Єреван               | Вірменія           | 0 – 3     | Албанія            | Відбір до ЧЄ 2016                    | -    |          |
| 13-11-2015 | Приштина             | Косово             | 2 – 2     | Албанія            | товариський матч                     | -2   | 77'      |
| 16-11-2015 | Тирана               | Албанія            | 2 – 2     | Грузія             | товариський матч                     | -2   | 75'      |
| 26-3-2016  | Відень               | Австрія            | 2 – 1     | Албанія            | товариський матч                     | -2   |          |
| 29-3-2016  | Люксембург           | Люксембург         | 0 – 2     | Албанія            | товариський матч                     | -    | 59'      |
| 29-5-2016  | Гартберг             | Албанія            | 3 – 1     | Катар              | товариський матч                     | -1   |          |
| 3-6-2016   | Бергамо              | Албанія            | 1 – 3     | Україна            | товариський матч                     | -3   |          |
| 11-6-2016  | Ланс                 | Албанія            | 0 – 1     | Швейцарія          | ЧЄ 2016 - 1-й етап                   | -1   |          |
| 15-6-2016  | Марсель              | Франція            | 2 – 0     | Албанія            | ЧЄ 2016 - 1-й етап                   | -2   |          |
| 19-6-2016  | Ліон                 | Румунія            | 0 – 1     | Албанія            | ЧЄ 2016 - 1-й етап                   | -    |          |
| 31-8-2016  | Шкодер               | Албанія            | 0 – 0     | Марокко            | товариський матч                     | -    |          |
| 5-9-2016   | Шкодер               | Албанія            | 2 – 1     | Північна Македонія | Відбір до ЧС 2018                    | -1   |          |
| 6-10-2016  | Вадуц                | Ліхтенштейн        | 0 – 2     | Албанія            | Відбір до ЧС 2018                    | -    |          |
| 9-10-2016  | Шкодер               | Албанія            | 0 – 2     | Іспанія            | Відбір до ЧС 2018                    | -2   |          |
| 12-11-2016 | Ельбасан             | Албанія            | 0 – 3     | Ізраїль            | Відбір до ЧС 2018                    | -1   | 55'      |
| 2-9-2017   | Ельбасан             | Албанія            | 2 – 0     | Ліхтенштейн        | Відбір до ЧС 2018                    | -    |          |
| 5-9-2017   | Струмиця             | Північна Македонія | 1 – 1     | Албанія            | Відбір до ЧС 2018                    | -1   |          |
| 6-10-2017  | Аліканте             | Іспанія            | 3 – 0     | Албанія            | Відбір до ЧС 2018                    | -3   | кап.     |
| 9-10-2017  | Шкодер               | Албанія            | 0 – 1     | Італія             | Відбір до ЧС 2018                    | -1   |          |
| 13-11-2017 | Анталья              | Туреччина          | 2 – 3     | Албанія            | товариський матч                     | -2   | кап.     |
| 29-5-2018  | Цюрих                | Албанія            | 0 – 3     | Косово             | товариський матч                     | -3   | кап.     |
| 2-6-2018   | Евіан-ле-Бен         | Албанія            | 1 – 4     | Україна            | товариський матч                     | -4   | кап.     |
| 10-10-2018 | Ельбасан             | Албанія            | 0 – 0     | Йорданія           | товариський матч                     | -    |          |
| 17-11-2018 | Шкодер (місто)       | Албанія            | 0 – 4     | Шотландія          | Ліга націй УЄФА 2018-2019 - 1-й етап | -4   |          |
| 20-11-2018 | Ельбасан             | Албанія            | 1 – 0     | Уельс              | товариський матч                     | -    |          |
| 22-3-2019  | Шкодер (місто)       | Албанія            | 0 – 2     | Туреччина          | Відбір до ЧЄ 2020                    | -2   |          |
| 25-3-2019  | Андорра-ла-Велья     | Андорра            | 0 – 3     | Албанія            | Відбір до ЧЄ 2020                    | -    |          |
| 8-6-2019   | Рейк'явік            | Ісландія           | 1 – 0     | Албанія            | Відбір до ЧЄ 2020                    | -1   |          |
| 11-6-2019  | Ельбасан             | Албанія            | 2 – 0     | Молдова            | Відбір до ЧЄ 2020                    | -    |          |
| 14-11-2019 | Ельбасан             | Албанія            | 2 – 2     | Андорра            | Відбір до ЧЄ 2020                    | -2   |          |
| 17-11-2019 | Тирана               | Албанія            | 0 – 2     | Франція            | Відбір до ЧЄ 2020                    | -2   |          |
| 11-10-2020 | Алмати               | Казахстан          | 0 – 0     | Албанія            | Ліга націй УЄФА 2020-2021 - 1-й етап | -    | кап.     |
| 14-10-2020 | Вільнюс              | Литва              | 0 – 0     | Албанія            | Ліга націй УЄФА 2020-2021 - 1-й етап | -    | кап.     |
| 11-11-2020 | Ельбасан             | Албанія            | 2 – 1     | Косово             | товариський матч                     | -    | кап. 46' |
| 15-11-2020 | Тирана               | Албанія            | 3 – 1     | Казахстан          | Ліга націй УЄФА 2020-2021 - 1-й етап | -1   | кап.     |
| 18-11-2020 | Тирана               | Албанія            | 3 – 2     | Білорусь           | Ліга націй УЄФА 2020-2021 - 1-й етап | -2   | кап.     |
| 25-3-2021  | Андорра-ла-Велья     | Андорра            | 0 – 1     | Албанія            | Відбір до ЧС 2022                    | -    | кап.     |
| 28-3-2021  | Тирана               | Албанія            | 0 – 2     | Англія             | Відбір до ЧС 2022                    | -2   | кап.     |
| 2-9-2021   | Варшава              | Польща             | 4 – 1     | Албанія            | Відбір до ЧС 2022                    | -4   | кап.     |
| 5-9-2021   | Ельбасан             | Албанія            | 1 – 0     | Угорщина           | Відбір до ЧС 2022                    | -    | кап. 46' |
| 9-10-2021  | Будапешт             | Угорщина           | 0 – 1     | Албанія            | Відбір до ЧС 2022                    | -    | кап.     |
| 12-10-2021 | Тирана               | Албанія            | 0 – 1     | Польща             | Відбір до ЧС 2022                    | -1   | кап.     |
| 26-3-2022  | Курналя-да-Льобрегат | Іспанія            | 2 – 1     | Албанія            | товариський матч                     | -2   | кап.     |
| 6-6-2022   | Рейк'явік            | Ісландія           | 1 – 1     | Албанія            | Ліга націй УЄФА 2022-2023 - 1-й етап | -1   | кап.     |
| 10-6-2022  | Тирана               | Албанія            | 1 – 2     | Ізраїль            | Ліга націй УЄФА 2022-2023 - 1-й етап | -2   | кап.     |
| 16-11-2022 | Тирана               | Албанія            | 1 – 3     | Італія             | товариський матч                     | -3   | кап.     |
| 19-11-2022 | Тирана               | Албанія            | 2 – 0     | Вірменія           | товариський матч                     | -    | кап.     |
| 17-6-2023  | Тирана               | Албанія            | 2 – 0     | Молдова            | Відбір до ЧЄ 2024                    | -    |          |
| 20-6-2023  | Тирана               | Фарерські острови  | 1 – 3     | Албанія            | Відбір до ЧЄ 2024                    | -1   |          |
| Усього     |                      | Матчів (4 місце)   | 77        |                    | Голів                                | -77  |          |

## Досягнення
- Чемпіон Швеції:

«Кальмар»: 2008
- Володар Суперкубка Швеції:

«Кальмар»: 2009
- Володар Кубка Швеції:

«Геккен»: 2024-25